# سحلية دودية رصاصية
سحلية دودية رصاصية (الاسم العلمي: Amphisbaena plumbea) هي نوع من الزواحف تتبع جنس السحلية الدودية من فصيلة السحالي الدودية.